# Bâtiment du Service de la comptabilité publique à Belgrade
Le bâtiment du Service de la comptabilité publique à Belgrade (en serbe cyrillique : Зграда Службе друштвеног књиговодства у Београду ; en serbe latin : Zgrada Službe društvenog knjigovodstva u Beogradu) est situé à Belgrade, la capitale de la Serbie, dans la municipalité urbaine de Stari grad. Il est inscrit sur la liste des monuments culturels protégés de la république de Serbie et sur la liste des biens culturels de la ville de Belgrade (identifiant no SK 2234),.

## Présentation
Le bâtiment, situé 7-9 rue Pop Lukina, a a été construit en 1969, selon un projet de l'architecte Petar Vulović. Il est caractéristique du style international de cette époque.
De plan rectangulaire, il se présente comme un édifice de six étages, avec un rez-de-chaussée doté d'une mezzanine qui lui confère un caractère monumental. Sur la rue Pop Lukina, chaque étage possède possède 33 fenêtres, tandis qu'il y en a 6 sur la Brankova. Dans le cadre géométrique propre à l'architecture internationale, les fenêtres, qui forment un réseau en nid d'abeilles, sont toutes rectangulaires avec des parapets intégrés à la façade, inclinés et groupés par deux, en pierre naturelle, qui donnent un certain dynamisme à l'ensemble ; sur le plan vertical, toutes les fenêtres sont séparées par des sortes de cordons en béton qui parcourent la hauteur des six étages, accentuant ainsi la verticalité du bâtiment.
Le monument culturel est situé à l'entrée de Kosančićev venac, à l'entrée de Belgrade en direction de Novi Beograd, se présentant ainsi comme un portail permettant de relier le « nouveau Belgrade » (novi Beograd) et le « vieux Belgrade » (stari Beograd). 